# Greigia nubigena
Greigia nubigena är en gräsväxtart som beskrevs av Lyman Bradford Smith. Greigia nubigena ingår i släktet Greigia och familjen Bromeliaceae. Inga underarter finns listade i Catalogue of Life.